# Bystry-kanalen
Bystry-kanalen er en fødekanal til Augustów-kanalen, som blev bygget i perioden  1834–1835 i det nuværende voivodskabet Podlasie i det nordøstlige Polen (daværende Augustów Voivodeship i Kongeriget Polen).
53°52′N 22°58′Ø / 53.87°N 22.97°Ø